# Gian Paolo Cresci
Gian Paolo Cresci (Firenze, 23 novembre 1930 – Roma, 8 ottobre 1999) è stato un giornalista italiano.

## Biografia
Giornalista professionista, dal marzo 1955, e intellettuale cattolico, fu un convinto militante democristiano; rivestì per diversi anni l'incarico di consigliere nazionale della DC.
Stretto collaboratore di Amintore Fanfani, negli anni sessanta lavorò alla Rai di Ettore Bernabei, del quale fu anche capo ufficio stampa, per assumere la carica di amministratore delegato e quella di direttore generale della Sacis.
Il suo nome fu trovato nella lista degli appartenenti alla P2, ma egli negò una vera affiliazione e fu in seguito scagionato.
Nell'ambito della sua carriera giornalistica, ideò e diresse il mensile culturale Prospettive nel mondo, che fondò insieme ad Augusto Del Noce.
Nominato nel 1991 soprintendente del Teatro dell'Opera di Roma, nel 1994 Cresci tornò per breve tempo al giornalismo, assumendo prima la direzione del telegiornale dell'emittente televisiva romana Teleregione - dal 1994 al 1997- e successivamente la direzione della testata romana Il Tempo.

## Onorificenze e premi
- 1964 - Premiolino
- 1979 - Premio Scanno